# Vila de Rei (freguesia)
Vila de Rei is een plaats (freguesia) in de Portugese gemeente Vila de Rei en telt 2504 inwoners (2001).